# احمد الدوخی
احمد الدوخی (عربی: أحمد فهد الدوخي الدوسري؛ زادهٔ ۲۵ اکتبر ۱۹۷۶) بازیکن سابق فوتبال اهل عربستان سعودی است.
وی در تیم ملی فوتبال عربستان ۸۲ بازی انجام داده است و عضو این تیم در جام جهانی فوتبال ۱۹۹۸، ۲۰۰۲ و ۲۰۰۶ بوده است.